# ドック・サヴェジ
ドック・サヴェジ（Doc Savage）は、ケネス・ロブスン（Kenneth Robeson）著の冒険小説に登場するヒーローの名前。および彼を主役にしたパルプ誌のタイトルである。パルプ雑誌『Doc Savage Magazine』誌に1933年から1949年までに全181編が掲載された。
著者のケネス・ロブスンとは、一人の人物ではなく、作家集団のハウスネームである。しかし181編のうち150編以上はレスター・デントが執筆している。ただしデントは、パルプ誌への執筆に対して自嘲的であった。あるインタビューで彼は、自分がハイクオリティな文学の著述者であるなどという錯覚をもつことはありえないと述べている。また彼にとってドック・サヴェジのシリーズは、単純に「仕事（売れる文章のつながりを、可能な限り大量生産することによって生活の糧を得る方法）」であった。デントが、絶えずトラブルに巻き込まれ続けているドック・サヴェジのストーリーを生み出すためにある一定の雛形（テンプレート、formula）を使っていたことが、ジム・ステランコ（en:Jim Steranko）の著作「History of Comics」で明らかにされている。

## キャラクター

### ドック・サヴェジ
- 本名：クラーク・サヴェジ・ジュニア(Clark Savage, Jr.)。別名は「ブロンズの男(The Man of Bronze)」。
- 身長6フィート5インチ以上。
- 髪は金褐色で、瞳には美しい金色の斑点がある。全身が美しい金褐色（＝ブロンズ色）に日焼けしており[注 1]、これがあだ名の由来でもある。
- 年齢は明言はしていないが、第1巻で20年前の出来事を「俺が子供だった時分」としている[1]。
- 医師、科学者、発明家、音楽家にして冒険家／探検家。
- 彼の父親に集められた科学者チームは、彼の誕生直後から彼の肉体と精神をほとんど超人的なレベルにまで鍛え上げ、世界最高の体力と耐久力、写真的な記憶能力、マーシャルアーツの技術、科学についての膨大な知識などを習得させた。また変装および声帯模写の達人でもある。作者であるデントの言によれば「シャーロック・ホームズの演繹能力、ターザンの身体能力、クレイグ・ケネディ教授（アーサー・B・リーヴ著の科学者探偵）の科学知識、アブラハム・リンカーンの人格的長所を併せ持つ」と評される。1975年のドック・サヴェジの映画「The Man of Bronze」では、彼が中国鍼による治療を行う描写がある。
- 極度に精神を集中させると無意識に口から「鳥の声」や「風の音」と形容される方向性のつかみにくい音を出す癖があり、これは仲間たちにとって出陣の合図であり勝利の歓声であるが、敵には恐怖を起こさせる[2]。
- 活動本部として、エンパイア・ステート・ビル（作中で明言はされていないが様々な点からそう推測されている[3]）の最上階（86階）を1フロアまるまる使っており、専用の高速エレベーターまで保有している（普通のエレベーターもある）[3]。
- また、ハドソン川沿岸にある秘密の格納庫（ヒダルゴ貿易会社の倉庫という隠れ蓑を用いている）には、自動車、トラック、飛行機、ボート類の一艦隊が常にスタンバイされている。この格納庫と活動本部は「flea run」と呼ばれる秘密の地下道でつながっている。
- 彼は時折、北極に設置された「孤独の要塞（フォートレス・オヴ・ソリチュード）」に引き込もって化学・心理学・医学・機械工学などの最新情報を自分のものとする自己研修をとる[4]。この隠遁所の名前はかのスーパーマンが持っているものと同じ名前、同じ機能を果たすものだが、登場したのはこちらのほうが早い。
- これらの豪華な装備・施設は、ドック・サヴェジの最初の冒険（『ブロンズの男（The Man of Bronze）』）において中米のユカタン半島にあるヒダルゴ共和国奥地「消え失せた谷」のマヤ人たちから感謝と共に送られた[注 2]金鉱山とそこから採掘される黄金によってまかなわれている。（ドックと仲間たちはこのときに世間ではほとんど知られていないマヤ語の方言を習得しており、他人の耳が気になる際にはこれを使って密談することができた。）

### 仲間

#### 5人の仲間(The Fabulous Five)
モンク(Monk)
本名：アンドリュー・メイフェア中佐(Lieutenant Colonel Andrew Blodgett Mayfair)　
あだ名の由来は「お猿（monkey）」から。
身長5フィート半だが体重は260ポンド、体つきはゴリラに似ており足より腕が6インチ長く、胸幅より胸厚の方が大きく、顔も額が狭く目が落ちくぼんで口が大きいなど猿顔で見た目は頭が悪そうだが実際は『試験管のフーディニ』の異名を持つアメリカ中で名を知られる化学者、力も見た目通りあり50セント銀貨を親指と人差し指だけで折りたためる。古傷を誇りと思っているので他の連中と違って意図的に体に傷跡を残している。
普段はダウンタウンのウォール・ストリートに近いビルの屋上のペントハウスに住んでいる。
ハムと犬猿の仲だが、その理由は大戦時両者が軍人としてヨーロッパにいた際、ハムがモンクに冗談でフランス語の誉め言葉と称して下品な罵倒語を教え、信じ込んだモンクがそれをフランス陸軍の将軍に言ったことで重営倉行きになったのが発端。ただし実際は「喧嘩するほど仲がいい」という関係である。
ペットにヘイビアス・コーパス（Habeas Corpus、人身保護法の意味）という名前の豚を飼っている。
ハム(Ham)
本名：セオドア・ブルックス准将(Brigader General Theodore Marley Brooks )　
あだ名の由来は戦争中軍の食料のハムを盗み捕まったから（本当はモンクの報復の模様）。
洒落者で、仕込み杖の名手。世界最高の弁護士の一人。
ペットにケミストリー（Chemistry、化学の意味）という名前の猿を飼っている。
ジョニー(Johnny)
本名：ウィリアム・ハーパー・リトルジョン(William Harper Littlejohn)
長身痩躯でおしゃべり。世界の最高の地質学者、考古学者のうちの一人。
勘が鋭く、めったに勘に裏切られることはないが、ごくまれに裏切られるときは途方もない裏切られ方をする。
第一次世界大戦中に左目の視力を失い、ドック・サヴェジの手術で弱いながらも視力を回復した。そちら側の目に拡大鏡としても使えるモノクル（単眼鏡）を着用している。
ロングトム(Long Tom)
本名：トーマス・J・ロバーツ少佐(Major Thomas J. Roberts )。　
あだ名の由来は「大砲」の俗称だが、話によってこのあだ名がついた理由が違い「大戦中フランスで何百年も前にスペイン軍が使用した古い大砲を使って大破壊を引き起こした」、「17世紀の海賊が用いたさびだらけの大砲を実戦で使おうとしてひどい目に遭った」などと説明されている。
天才電気技師。顔色が悪く青白い肌をしているが、格闘ともなれば山猫のように危険な男である。
レニー(Renny)
本名：ジョン・レンウィック大佐(Col. John Renwick)。
清教徒的な顔立ちで低い声と巨大な拳を持つ武闘家で6フィート4インチ・250ポンドは固い巨漢、拳で厚い木のドアも粉砕する。
タバコは吸わないがいつも防水型ライターを持っている。
設計士およびエンジニアとしても天才的である。口癖は「Holy Cow !」。

#### パット
パット(Pat)
本名、パトリシア・サヴェジ(Patricia Savage)。
ドック・サヴェジの従妹。ドックと同じ金褐色の肌と髪、瞳を持つ。
彼女を危険から遠ざけようとするドックの懸命の努力にも変わらず、多くの冒険に参加している。

### 敵
ドックの最大最強の敵は、ロシア生まれの怪人ジョン・サンライト(John Sunlight)である。
これ以外の敵はエピソード事に様々なものがおり、第1作目の『ブロンズの男』ではヒダルゴ共和国の革命組織（私欲にまみれた政府の人間とも癒着）が敵だったが、第2作目の『魔島』では、最近結成されたニューヨークを根城とするギャングが敵であるなど規模も作品によってだいぶ異なる。
初期の作品では、ドックに捕らえられた犯罪者のうちの幾人かは、彼らのもつ犯罪傾向を治療するために「デリケートな脳手術(a delicate brain operation)」と呼ばれる手術を施された。彼らは社会的に有用な人物と変わり、彼らの犯罪者としての過去が知られていない社会へと戻された。1980年代に発行されたコミックでは、これらが実質的にはロボトミー手術であったことが明言されている。
デントの手による最期のドック・サヴェジもの「Up from Earth's Center」において、ドックは2匹の悪魔とおぼしきキャラクターと戦った。

## 日本語訳作品リスト
表記は原作発表順
- 「ブロンズの男」 The Man of Bronze (1933) 第1作、野田昌宏訳、ハヤカワ文庫SF168、1975年8月
- 「魔島」 The Land of Terror (1933) 第2作、野田昌宏訳、ハヤカワ文庫SF150、1974年10月
- 「ロスト・オアシス」 The Lost Oasis (1933) 第7作、矢野徹訳、ハヤカワ・SF・シリーズ3169、1968年
  - 「超人ドック・サベージ」（朝日ソノラマ、少年少女世界冒険小説5）北沢史朗 訳、南村喬之 絵：ジュブナイル
- 「モンスター」 The Monsters (1934) 第14作、宇野輝雄訳、ハヤカワ・SF・シリーズ3131、1968年1月
「悪魔の作戦 - 巨大人間」（秋田書店、SF恐怖シリーズ6）安竜二郎訳：ジュブナイル
- 「死の胡蝶」 Land of Always-Night (1935) 第25作、野田昌宏訳、ハヤカワ文庫SF157、1975年2月

## 影響
ドック・サヴェジシリーズで描写されたいくつかの空想的な装置は今では現実のものとなっている。例えば、留守番電話、自動変速機、暗視装置、手持ちサイズの自動火器などである。
また超人的なヒーローと彼をサポートする仲間というフォーマットは、その後多くの作品に流用されることとなる。
- キャプテン・フューチャー
- ファンタスティック・フォー

## 映画
公開時題名「ドクサベージの大冒険」（DOC SAVAGE! THE MAN OF BRONZE）
日本公開は、1975年12月20日。1時間52分。
宇宙戦争の巨匠、ジョージ・パルの製作ということで期待され正月映画として公開されたが、ストーリー、アクションとも平板で評価が得られず、また日本では同時期に公開されたのが『ジョーズ』、『ピンクパンサー2』という人気作であったため、早々に打ち切られるなど興行的には惨敗し、公開前に発表された第2作の企画も頓挫している。
ビデオ化もされていなかったが、2019年10月にDVDが発売された。
なお、ラストで更生した悪役が主人公に従順となっているものの、頭部に手術痕が見られ、矯正の手段にロボトミー手術が用いられたことを暗示しており、これは現在では倫理的に問題があるとされている。

### 出演
- ロン・エリー：ドク・サベージ
- ポール・ウェクスラー：キャプテン・シーズ
- パメラ・ヘンズリー：モナ
- ダレル・ツァーリング：ハム
- マイケル・ミラー：モンク
- ウィリアム・ラッキング：レニー
- ポール・グリーソン：ロング・トム
- エルドン・クイック：ジョニー
- ジャニス・ヘイドン：アドリアナ
- ロビン・ヒルトン：カレン

### スタッフ
- 監督：マイケル・アンダーソン
- 音楽：ドン・ブラック、フランク・デ・ボル、ジョン・フィリップ・スーザ（マーチを劇伴として使用）
- 製作：ジョージ・パル
- 脚本：ジョージ・パル、ジョセフ・モーヘイム
- 撮影：フレッド・J・コーネカンプ
- 特殊効果：サス・ベディグ、ロバート・マクドナルド